# Alexander Sutherland Neill
Alexander Sutherland Neill (Forfar, 17 ottobre 1883 – Leiston, 23 settembre 1973) è stato un pedagogista scozzese.

## Biografia
Nato da una famiglia di maestri elementari, ultimo di tre figli, la sua infanzia fu difficile e poco serena a causa dell'atmosfera familiare, conformista e severa. Il padre, austero e poco comunicativo, la madre, troppo presa dalla tutela delle convenzioni sociali, aveva poco tempo da dedicare ai figli; e i fratelli, studenti esemplari, lo ignoravano in quanto lui mostrava difficoltà nell'apprendimento scolastico.
Dopo alcune esperienze di lavoro in fabbrica, Neill ottenne la qualifica di maestro di scuola elementare. Si iscrisse all'università e seguì la facoltà di agraria, ma si laureò in letteratura inglese. Nel 1919 incontrò Homer Lane, un pedagogo statunitense allora attivo in Inghilterra e fondatore della Little Commonwealth school nel Dorset. Da Lane, Neill apprese la pedagogia della libertà, che sarebbe poi diventato il principio fondamentale del suo pensiero. Neill insegnò presso la King Alfred School di Hampstead, Londra.
Nel 1921 si recò in Germania dove fondò una scuola internazionale a Hellerau presso Dresda. Nel 1923 si trasferì con tutta la scuola a Sonntagberg in Austria, forse anche a seguito della rivoluzione della Sassonia. Nel 1924 Neill tornò in Inghilterra, a Lyme Regis; la scuola assume il nome di Summerhill School. Pochi anni dopo la scuola si trasferì a Leiston nel Suffolk, dove Neill continuò la sua attività educativa fino alla morte, tranne un breve periodo in Galles durante la seconda guerra mondiale.

## Pensiero pedagogico
Neill fonda la sua concezione educativa sulla fede nella bontà originaria della natura umana. Questa concezione presenta vari aspetti:
- nel bambino esiste un'energia interiore positiva che ne sostiene e ne orienta lo sviluppo verso una personalità spontanea, creativa, equilibrata e felice;
- qualsiasi intervento punitivo e repressivo provoca nel bambino l'insorgere di sentimenti come paura e odio, che distruggono il naturale processo di sviluppo in senso positivo della personalità del bambino.
- Non esistono bambini difficili, ma solo cattivi genitori e cattivi maestri. L'infelicità dell'infanzia è un prodotto degli interventi errati dell'adulto.
- Gli obiettivi dell'educazione del bambino sono principalmente: autoregolazione e autodisciplina, felicità e libertà, libera espressione e spontaneità.
- Neill crede molto nello sviluppo spontaneo e naturale del bambino e lo fa diventare un'importante base su cui costruire il proprio pensiero educativo.
- Il suo metodo d'insegnamento non è limitato ad istruire, ma ha lo scopo principale di assicurare nei ragazzi la crescita di personalità equilibrate e felici.
- Il suo principio metodologico fondamentale di insegnamento rientra nel concetto di una pedagogia non direttiva, cioè in una educazione incentrata sulla spontaneità degli interessi del bambino. Il bambino, quindi, viene accettato per quello che è.

Neill riassume il suo pensiero in due concetti fondamentali:

### Né istruire né educare
In ogni momento dell'esperienza di un individuo il principio educativo fondamentale deve rimanere quello dell'assoluto rispetto degli interessi e dei bisogni del soggetto. Al bambino non deve essere imposta né istruzione né educazione, perché così facendo si ostacolerebbe la sua spontaneità e la sua natura d'essere.

### Libertà ed accettazione
Libertà per Neill significa fare ciò che piace purché questo non limiti la libertà degli altri. Da questo conseguono i princìpi di autodisciplina ed autoregolazione.
A Summerhill c'è libertà assoluta, assoluto rispetto dei bisogni, dei desideri, della vita sessuale, espressiva e di studio. Neill imponeva un orario delle lezioni valido solo per gli insegnanti, i bambini potevano scegliere quale delle lezioni seguire e in quale momento seguirle. Tutti avevano gli stessi diritti e i bambini prendevano autonomamente le precauzioni necessarie per la sicurezza degli altri e di sé stessi.
I sentimenti costituiscono la forza motrice della vita, e per questo Neill ha fondato una scuola in cui primeggiano i sentimenti.
Infine la libertà implica una fiducia nella bontà della natura umana e di conseguenza genera un atteggiamento di accettazione e di amore verso se stessi e gli altri.

## Fondamenti teorici del suo pensiero
Neill non ha inventato nulla di nuovo. Ha avuto il grande merito di acquisire concetti già esistenti sullo sviluppo spontaneo e di elaborarle secondo le moderne concezioni educative legate alla psicologia del profondo, secondo la quale non è consentito ostacolare la spontaneità e la natura del bambino senza che questo provochi conflitti dolorosi.
Per sviluppare il concetto di autoregolazione, Neill trae spunti dalla psicanalisi di Sigmund Freud, in modo particolare dall'analisi sistematica della mente umana, suddivisa in tre istanze: Io, Es e Super-Io.
Autoregolazione infatti consiste nella condizione ideale in cui l'Io riesce a mantenere sotto controllo le pulsioni dell'Es, assicurando lo sviluppo di tutta la sua creatività alla vita personale.
Il pensiero di Alfred Adler influenza notevolmente il pensiero di Neill per quel che riguarda gli interessi e i bisogni individuali, la valorizzazione e l'approvazione sociale, in quanto tale filosofia è basata sulla psicologia individuale e sul bisogno di auto-affermazione.
Neill trae notevolmente spunto per quel che riguarda la sua pedagogia improntata alla libertà e alle personalità equilibrate da H. Lane, che fondò una scuola per giovani delinquenti in cui applica come metodo quello della libertà e dell'autogoverno.
Infine Neill nella sua Autobiografia parla di un'influenza ampiamente culturale – e non pedagogica – da parte di Wilhelm Reich:

## Opere
- Il fanciullo difficile
- I ragazzi felici di Summerhill
- Un'esperienza educativa rivoluzionaria
- Autobiografia
- Le esperienze pedagogiche del direttore della scuola di Summerhill
- Questa terribile scuola
- Un genitore consapevole
- L'ultimo uomo al mondo